# Nekropola v Gizi
Nekropola v Gizi (arabsko أهرامات الجيزة, IPAː [ʔɑhɾɑˈmɑːt elˈɡiːzæ], »piramide v Gizi«) je obseženo arheološko najdišče na planoti Giza ob istoimenskem naselju, devet kilometrov zahodno od Nila in 13 kilometrov od središča mesta Kairo v Egiptu.
Poznana je po veličastnih antičnih spomenikih: Veliki sfingi, Veliki piramidi in ostalih večjih piramidah ter templjih, ob robovih pa se nahajajo tudi pokopališča, delavska vas in kamnolomi. Piramide, ki so ostale v zahodnjaški domišljiji emblem starodavnega Egipta, je v času stare Grčije populariziral Antipater iz Sidona, saj jih vključil na seznam sedmerih čudes starega veka. Od vseh sedmih so piramide daleč najstarejše in edine, ki so preživele do današnjih dni. Arhitekturni podvig takšnega merila je bil mogoč samo v času blaginje in stabilnosti, ko so graditelji in delavci spoštovali avtoriteto faraona.
Starodavno mesto Memfis z nekropolo in piramidami ter območje od Gize do Dahšurja je bilo leta 1979 vpisano na Unescov seznam svetovne dediščine.

## Piramide in sfinga v Gizi
Kompleks piramid v Gizi, znan tudi kot Velike piramide, sestavljajo Keopsova piramida (tudi Velika piramida ali Kufujeva piramida, zgrajena okoli let 2560–2540 pr. n. št.), malo manjša Kefrenova piramida (nekaj sto metrov jugozahodno) in še skromnejša Mikerinova piramida (še nekaj sto metrov proti jugozahodu). Velika Sfinga leži vzhodno od kompleksa. Egiptologi se povečini strinjajo, da je sfingina glava upodobitev faraona Kefrena. Poleg teh večjih spomenikov se na obrobju nahajajo tudi spremljevalne piramide, znane kot piramide kraljic, tlakovane poti in drugi templji.
Kompleks piramid obdaja kamnit zid v kiklopskem slogu, podoben tistemu v Mikenah. Mark Lehner je zunaj zidu odkril delavsko naselje, ki ga po slogu najdene lončevine uvrščajo med vladavini faraona Kefrena (vladal 2520–2494 pr. n. št.) in Mikerina (vladal 2490–2472 pr. n. št.). Nova odkritja v naselju in okolici, med njimi cvetoče pristanišče, nakazujejo, da so v naselju bolj verjetno prebivali vojaki in pomorščaki, ki so uporabljali pristanišče in barakasta bivališča. Lehner domneva, da so delavci prebivali kar na klančinah, s pomočjo katerih so gradili piramide, verjetno pa tudi v okoliških kamnolomih.

### Zemljevid kompleksa piramid pri Gizi
|  | 1. Keopsova piramida 2. Kefrenova piramida 3. Mikerinova piramida 4. Kefrenov pogrebni tempelj 5. Pogrebni tempelj 6. Spremljevalna piramida 7. Kefrenov dolinski tempelj 8. Mikerinov dolinski tempelj 9. Grobnica kraljice Heteferes I. 10. Grobnica kraljice Kentkaus I. 11. Piramide kraljic 12. Mastabe 13. Velika sfinga 14. Sfingin tempelj 15. Hemonova grobnica 16. Urad za preučevanje piramid 17. Blagajna za nakup vstopnic | 18. Jame za pogrebne ladje 19. Sodobna cesta 20. Grobnice, izklesane v kamen 21. Delavsko naselje 22. Kairo 23. Vas Nazlet el-Samman 24. Povezovalna pot 25. Mikerinov kamnolom 26. Sodobno pokopališče 27. Južno polje s kamnitimi grobnicami 28. Obzidje 29. Mastabe in kamnite grobnice 30. Zahodno polje 31. Vzhodno polje 32. Osrednje polje z mastabami in kamnitimi grobnicami |

### Keopsova piramida
Faraon Keops (egipčansko Kufu), drugi vladar Četrte dinastije (Staro kraljestvo, vladal 2589–2566 pr. n. št.), je bil sin faraona Sneferuja. Na planoti Giza je dal zgraditi največjo piramido – Veliko piramido, ki bi mu po smrti služila kot grobnica. Strokovnjaki ocenjujejo, da jo je kar 100.000 ljudi gradilo 10–20 let in jo dokončalo okoli leta 2560 pr. n. št. Njen arhitekt naj bi bil Kufujev vezir Hemon. Zgrajena je bila iz približno 2,3 milijona apnenčastih in granitnih blokov, težkih od 2,5 do 15 ton. Da bi jo zgradili v 20 letih, so morali vsako uro vsakega dneva, tudi ponoči, postaviti 12 kamnitih blokov, kar nanese 800 ton materiala na dan. Ob izgradnji je bila visoka 146,5 metrov, s čimer je bila kar 3800 let najvišja zgradba na svetu. Danes meri samo 138,8 metrov, ker nima več svojega vršnega kamna (benben ali piramidion), načela pa jo je tudi erozija. Zunanji bloki piramide in bloki okoli pogrebnih celic so bili zelo natančno obdelani, saj je reža med njimi v povprečju široka samo 0,5 milimetra. Vmesni bloki so bili bolj grobe izdelave ali celo neobdelani.
Piramida ima tri pogrebne celice. Prva (nedokončana) leži pod piramido, druga je tako imenovana kraljičina celica, tretja pa kraljeva. Vanjo je bil postavljen velik rdeč granitni sarkofag. Leta 1954 so v jami ob Keopsovi piramidi našli nedotaknjeno ladjo iz cedrovine, dolgo okoli 48 in široko okoli 5 metrov. Po 16 letih dela je bila restavrirana in razstavljena v moderni zgradbi nedaleč od nahajališča.
Poleg kraljeve piramide so del Keopsovega kompleksa tudi neizkopani dolinski tempelj, povezovalna pešpot, pogrebni tempelj, tri manjše piramide kraljic in pet jam za pogrebne ladje. Pogrebni tempelj je stal na vzhodni strani piramide. Od njega so ostali samo tlakovci iz črnega bazalta. Povezovalna pešpot z dolino in templjem v dolini je slabše ohranjena. Tempelj v dolini je pokopan pod vasjo Nazlet el-Samman (našli so bazaltne tlakovce in apnenčaste stene), a ga niso nikoli odkopali. Bazaltne bloke naj bi izrezovali z nekakšno žago, dolgo 4,6 metrov, žagala pa naj bi s hitrostjo 38 mm/min. Žaga je domnevno tehtala 140 kg, zobje pa so bili verjetno iz bakra. Med uporabo so jo mazali z rastlinskim oljem, z njo pa je moralo naenkrat rokovati kar 12 delavcev. Na vzhodni strani so tri ohranjene piramide kraljic, pred kratkim pa so odkrili še temelje slabše ohranjene četrte piramide. Pod pešpotjo na vzhodu se je skrivala grobnica Keopsove matere, kraljice Heteferes I. Njen skrbno zapečaten sarkofag je bil ob odkritju prazen.
V 70. letih dvajsetega stoletja so na južnem polju planote pri Gizi odkrili gomilo z artefakti. Med njimi so bili Keopsovi pečati iz blata, ki so jih povezali z obrtniško naselbino. Podobne zgradbe iz blatnih opek južno od Keopsovega dolinskega templja so vsebovale tesnila iz blata. Zgradbe naj bi služile kot naselje kulta faraona Keopsa po njegovi smrti. Južno od kiklopskega zidu so leta 1990 odkrili delavsko pokopališče, ki je bilo v rabi vsaj med Keopsovo vladavino in do konca Pete dinastije.

### Kefrenova piramida
Faraon Kefren (egipčansko Kafre ali Kafra), tretji vladar Četrte dinastije (Staro kraljestvo, vladal 2558–2532 pr. n. št.) je bil sin Keopsov sin. Njegova piramida je bila sprva visoka 143,5 metrov, danes pa meri 136,4 metre. Pod vrhom je še vidna prvotna gladka zunanja obloga piramide. Čeprav je piramida za meter nižja od Velike piramide, je zaradi lege na 10 metrov višji podlagi navidezno višja. Zgrajena je iz apnenčastih blokov, težkih okoli dve toni. Proti vrhu so bloki vse manjši. Spodnje plasti so bile obložene z rožnatim granitom. Zgornja tretjina je prekrita z gladko apnenčasto oblogo, del vrha in piramidion pa tudi na tej piramidi manjkata.
Leta 1818 je arheolog Giovanni Belzoni na severni strani piramide odkril vhod vanjo. Upal je, da bo pogrebna soba nedotaknjena, a je našel samo odprt sarkofag z razbitim pokrovom na tleh. Soba ni bila okrašena. Piramido so verjetno odprli in izropali že na koncu 3. tisočletja pr. n. št., morda po naročilu Ramzesa II. Velik del apnenčasta obloge so odnesli za gradnjo templja v Heliopolisu.
Druge zgradbe, ki spadajo v Kefrenov piramidni kompleks, so spremljevalna piramida, Kefrenovi templji in Velika sfinga z lastnim templjem. Spremljevalna piramida se je nahajala na južni srednjici piramide. Od nje ni ostalo skoraj nič, razen nekaj blokov, ki obdajajo temelje. V piramidi sta dva hodnika. Eden od njiju se spušča v nišo, v kateri je bilo nekaj obrednega pohištva.

#### Kefrenovi templji
Templji so v primerjavi s Keopsovimi v precej dobrem stanju, predvsem dolinski tempelj. Vzhodno od piramide leži pogrebni tempelj, večji od prejšnjih in prvi z vsemi petimi elementi kasnejših pogrebnih templjevː vhodno dvorano, stebriščnim dvoriščem, petimi nišami za kipe faraona, petimi skladiščnimi komorami in notranjim svetiščem. Vseboval naj bi 50 kipov faraona Kefrena v naravni velikosti, a so jih verjetno v času faraona Ramzesa II. odstranili in predelali.
Dolinski tempelj je s pogrebnim povezan preko 500-metrske pešpoti. Zgrajen je iz megalitskih blokov, obloženih z rdečim granitom. Nekateri tehtajo tudi več kot 100 ton. Notranji stebri so bili granitni, tlakovci pa iz alabastra. V templju ni bilo okrasja, je pa poln simbolizma.

#### Velika sfinga
Med gradnjo Kefrenove piramide sta bila v njeni bližini zgrajena sfinga in sfingin tempelj z nekropolo. Egiptologi se večinoma strinjajo, da je sfingin obraz verjetno Kefrenov in da je najstarejša monumentalna skulptura iz starodavnega Egipta. Njeno ime in graditelji niso omenjeni v nobenem napisu iz Starega kraljestva, zato so čas izgradnje, arhitekt, graditelji in namen neznani.
Sfinga je monolit, izklesan v kamnito podlago, ki je služila kot kamnolom za gradnjo piramid in drugih objektov v okolici. Kakovost plasti apnenca se po višini sfinge spreminja, zato je prišlo skozi tisočletja do neenakomerne erozije in degradacije njenega telesa.

### Mikerinova piramida
Najmanjšo od treh velikih piramid je dal zgraditi faraon Mikerin (egipčansko Menkaure), šesti vladar Četrte dinastije (Staro kraljestvo, vladal okoli 2532–2503 pr. n. št.). Piramida je bila ob izgradnji visoka 65,5 metrov, danes pa 61 metrov. Zgrajena je iz apnenca in granita in je po prostornini desetkrat manjša od Keopsove piramide. Spodnjih 16 plasti je bilo obloženih z rdečim granitom, zgornji del pa kot običajno z belim apnencem iz Ture. Del granita je ostal neobdelan, verjetno zaradi smrti faraona, preden je bila piramida dokončana. Nedokončani projekti dajejo arheologom vpogled v metode gradnje piramid in templjev. V notranjosti so našli krsto z Mikerinovim imenom in kostmi, ki so bile stare 2000 let, in čudovit, z detajli bogat bazaltni sarkofag z ženskim okostjem, ki danes leži na dnu Sredozemskega morja, saj se je potopil z ladjo, namenjeno v Veliko Britanijo.
Konec 12. stoletja je poskušal Saladinov sin in naslednik Al-Aziz Uthman podreti piramide, začenši z najmanjšo. Rušiteljem kljub velikim naporom ni uspelo odstraniti več kot dveh blokov na dan. Podiranje piramide je zato spodletelo, na severni stranici pa je ostala velika navpična luknja.
Poleg kraljeve piramide so kot del Mikerinovega kompleksa tudi tri piramide kraljic, pogrebni tempelj s kasneje dodanim pred-templjem in dolinski tempelj. Jedro in temelji pogrebnega templja so iz apnenca, tla in nekatere stene pa iz granita. Oba templja so dokončali s surovimi kamnitimi bloki. V tem obdobju ni bilo nenavadno, da je faraon dokončal predhodnikov/očetov tempelj, zato je morda faraon Šepseskaf dokončal templja s surovimi kamnitimi bloki. Napis v pogrebnem templju pravi, da »je dal narediti tempelj kot spomenik očetu, kralju Spodnjega in Gornjega Egipta«. Med izkopavanji so našli veliko število Mikerinovih kipov, izklesanih v naturalističnem slogu Starega kraljestva z veliko vidnimi podrobnostmi.

#### Piramide kraljic
Na jugu od kraljeve piramide stojijo tri spremljevalne piramide kraljic z lastnimi templji in notranjo konstrukcijo. Najjužnejša je največja in edina prava piramida. Delno je obložena z granitom, v bližini pa so našli tudi apnenčast piramidion, zaradi česar sklepajo, da je bila dokončana. Gradnja drugih dveh je obstala po izgradnji jedra piramide.

### Grobnica kraljice Kentkaus I.
Kentkaus I. (kraljica Starega kraljestva, verjetno Mikerinova hčerka, Šepseskafova in Userkafova žena in Sahurejeva mati) je bila pokopana na osrednjem polju v Gizi, med Mikerinovo piramido in dolinskim templjem, kar nakazuje na možno sorodstveno razmerje z Mikerinom. Njena grobnica ima oznaki LG 100 in G 8400. Del kompleksa je njena piramida, kapela, vdolbina za ladjo, dolinski tempelj, piramidno mesto, vodni zbiralnik in žitnica.
Kapela je imela osrednjo dvorano in notranjo kapelo, ki je bila s prehodom v apnenčastih tleh povezana s pogrebno dvorano. Scene iz reliefov na stenah so poškodovane. Prehod in pogrebna dvorana sta prekriti z rdečim granitom. V pogrebni dvorani je bil verjetno sarkofag iz alabastra, katerega ostanki so v črepinjah, našli pa so tudi skarabeja iz rjavega apnenca, po izdelavi sodeč iz obdobja Dvanajste dinastije, kar pomeni, da so grobnico verjetno večkrat ponovno uporabili. Pogrebna ladja je bila jugozahodno od piramide v jami, dolgi 30,25 metra in široki 4,25 metra, izklesani v skalo. Premec in krma sta bila verjetno dvignjena, ladja pa je imela tudi streho. Ladja je morda predstavljala Rajevo nočno barko, kar pomeni, da se v njeni bližini morda nahaja tudi dnevna barka. Takoj na vzhodu leži piramidno mesto z mnogo ulicami, ki ga delijo na skupine hiš z lastnimi žitnicami in skladišči. Zgrajeno je bilo iz na zraku sušenega blata in ometano z rumenim ometom. V mestu so verjetno prebivali svečeniki in služabniki piramidnega kompleksa. Zgrajeno je bilo proti koncu Četrte ali na začetku Pete dinastije, delovalo pa je tudi tekom Šeste dinastije.
Pešpot povezuje piramidno kapelo z dolinskim templjem, ki je blizu Mikerinovega dolinskega templja. Pred templjem je majhna zgradba, imenovana »umivalnica kraljice Kentkaus«, v kateri naj bi pred balzamiranjem umili kraljičino telo.

## Delavsko naselje
Delo v kamnolomih, transportu, postavljanju in oblikovanju ogromnih količin kamna za gradnjo piramid je zahtevalo več tisoč izkušenih, neizkušenih in pomožnih delavcev. Za gradnjo so bili potrebni tudi peki, tesarji, vodni prevozniki in drugi. Način gradnje in natančno število delavcev, potrebnih za tako obsežen podvig, sta še vedno predmet ugibanj. Ko je Gizo leta 450 pr. n. št. obiskal grški zgodovinar Herodot, so mu svečeniki povedali, da je Veliko piramido v štirih trimesečnih izmenah po 100.000 mož 20 let gradilo skupaj 400.000 mož. Dokazi iz grobnic kažejo, da je v trimesečnih izmenah delalo po 10.000 mož in da je gradnja piramide trajala 30 let.
Izven obzidja piramidnega kompleksa v Gizi je Mark Lehner jugovzhodno od Kefrenovega in Mikerinovega kompleksa odkril delavsko naselje (kahun) iz sredine Četrte dinastije (2520–2472 pr. n. št.), v katerem so prebivali graditelji piramide. Lehner je v naselju odkril spalne četrti, pekarne, pivovarne, kuhinje z dokazi, da so se delavci prehranjevali predvsem s kruhom, govedino in ribami, bolnišnico in pokopališče. Na nekaterih najdenih okostjih so odkrili sledove poškodb, povezanih z delovnimi nezgodami na gradbišču.
Naselje velja za enega od najstarejših znanih primerov urbanističnega načrtovanja. Njegov razvoj je moral biti dokaj hiter: vse zgradbe so bile zgrajene verjetno v 30–50 letih, kolikor sta trajali vladavini Kefrena in Mikerina, graditeljev druge in tretje piramide v Gizi.

## Pokopališča
Med gradnjo piramid so v njihovi neposredni okolici zgradili tudi mnogo mastab za manj pomembne člane faraonove družine. Pokopališča okoli piramid so bila razporejena vzdolž avenij in ulic. Vzhodno od Keopsove piramide je bilo med njo in piramidami kraljic glavno pokopališče G 7000 ali Vzhodno pokopališče. Bilo je eno od starejših pokopališč z grobnicami žena, sinov in hčera vladarjev Četrte dinastije. Zahodno od piramide sta pokopališči G 1200 z grobnico faraonovega sina Vepemnofreta in G 4000 z grobnico faraonovega vezirja in arhitekta Velike piramide Hemiuna. Med Peto in Šesto dinastijo so se pokopališča še razširila.
Zahodno polje leži zahodno od Keopsove piramide. Razdeljeno je na manjše dele, tako kot pokopališča, omenjena v rezultatih Abu Bakrovih izkopavanj v letih 1949–1950, 1950–1951, 1952 in 1953. Več pokopališč, na primer pokopališči G 1200 in G 4000, je poimenovanih po številkah mastab. Na Zahodnem polju so pokopališča G 1000–G 1600, G 1900, G 2000, G 2200, G 2500, G 3000, G 4000 in G 6000. Tri pokopališča so dobila ime po arheologih, ki sta jih raziskovala: Junkerjevo zahodno pokopališče, Junkerjevo vzhodno pokopališče in Steindorffovo pokopališče.
| Pokopališče                     | Časovno obdobje                         | Izkopavanja                      | Komentar                                                                                                 |
| ------------------------------- | --------------------------------------- | -------------------------------- | --- |
| Abu Bakrova izkopavanja         | Peta in Šesta dinastija                 | (1949–1953)                      | |
| G 1000                          | Peta in Šesta dinastija                 | Reisner (1903–1905)              | Kamnite mastabe.                                                                                         |
| G 1100                          | Peta in Šesta dinastija                 | Reisner (1903–1905)              | Opečnate mastabe.                                                                                        |
| G 1200                          | Večinoma Četrta dinastija               | Reisner (1903–1905)              | Na njem je pokopanih nekaj članov Keopsove družine: sinova Vepemnefert in Kaem-ah in hčerka Nefertiabet. |
| G 1300                          | Peta in Šesta dinastija                 | Reisner (1903–1905)              | Opečnate mastabe.                                                                                        |
| G 1400                          | Peta dinastija ali kasneje              | Reisner (1903–1905)              | Dva Keopsova vedeževalca.                                                                                |
| G 1500                          |                                         | Reisner (1931?)                  | Samo ena mastaba (G 1601).                                                                               |
| G 1600                          | Peta dinastija ali kasneje              | Reisner (1931)                   | Dva Keopsova vedeževalca.                                                                                |
| G 1900                          |                                         | Reisner (1931)                   | Samo ena mastaba (G 1903).                                                                               |
| G 2000                          |                                         | Peta in Šesta dinastija          | Reisner (1905–06)                                                                                        |
| G 2100                          | Peta in Šesta dinastija in kasneje      | Reisner (1931)                   | G 2100 pripada Keopsovemu vnuku Meribu, G 2101 pa hčerki faraona iz Pete dinastije.                      |
| G 2200                          | Pozna Četrta ali zgodnja Peta dinastija | Reisner ?                        | Mastaba G 2220.                                                                                          |
| G 2300                          | Peta in Šesta dinastija                 | Reisner (1911–1913)              | Na njem so tudi mastabe vezirja Senedžemib-Intija in njegove družine.                                    |
| G 2400                          | Peta in Šesta dinastija                 | Reisner (1911–1913)              | |
| G 2500                          |                                         | Reisner                          | |
| G 3000                          | Šesta dinastija                         | Fisher in Eckley Case ml. (1915) | |
| G 4000                          | Četrta dinastija in kasneje             | Junker in Reisner (1931)         | Na njem je grobnica vezirja Hemona.                                                                      |
| G 6000                          | Peta dinastija                          | Reisner (1925–1926)              | |
| Junkerjevo pokopališče (zahod)  | Pozno Staro kraljestvo                  | Junker (1926–1927)               | Na njem je mastaba pritlikavca Seneba.                                                                   |
| Steindorffovo pokopališče       | Peta in Šesta dinastija                 | Steindorff (1903–1907)           | |
| Junker jevo pokopališče (vzhod) | Pozno Staro kraljestvo                  | Junker                           | |

Vzhodno polje leži vzhodno od Keopsove piramide. Na njem je pokopališče G 7000, kjer so pokopani člani Keopsove družine. Na njem so tudi mastabe zakupnikov in svečenikov piramid iz Pete in Šeste dinastije.
| Številka groba | Lastnik                     | Komentar                                          |
| -------------- | --------------------------- | ------------------------------------------------- |
| G 7000 X       | Kraljica Heteferes I.       | Keopsova mati.                                    |
| G 7010         | Nefertkau I.                | Sneferujeva hčerrka, Keopsova polsestra.          |
| G 7060         | Nefermaat I.                | Sin Nefertkau I. in Kefrenov vezir.               |
| G 7070         | Sneferuhaf                  | Sin Nefermaat II.                                 |
| G 7110–7120    | Kavab in Heteferes II.      | Kavab je bil najstarejši Keopsov sin.             |
| G 7130–7140    | Kufuhaf I. in Nefertkau II. | Kraljev sin in vezir in njegova žena.             |
| G 7210–7220    | Džedefhor                   | Sin Kepsa in Meritites.                           |
| G 7350         | Heteferes II.               | Kavabova in kasneje Džedefrejeva žena.            |
| G 7410–7420    | Meresanh II. in Horbaef     | Meresanh je bila kraljeva hčerka in njegova žena. |
| G 7430–7440    | Minkhaf I.                  | Keopsov sin in Kefrenov vezir.                    |
| G 7510         | Ankhhaf                     | Sneferujev sin in Kefrenov vezir.                 |
| G 7530–7540    | Meresanh III.               | Hčerka Kavaba in Hetepheres II., Kefrenova žena.  |
| G 7550         | Duaenhor                    | Verjetno Kavabov sin in Keopsov vnuk.             |
| G 7560         | Ahethotep Meritites II.     | Meritites je bila Keopsova hči.                   |
| G 7660         | Kaemsehem                   | Kavabov sin in Keopsov vnuk, upravnik palače.     |
| G 7760         | Mindžedef                   | Kavabov sin in Keopsov vnuk, državni zakladnik.   |
| G 7810         | Džati                       | Sin kraljice Meresanh II.                         |

Pokopališče GIS (Giza I. jug) je južno od Keopsove piramide. Sprva so domnevali, da je nadaljevanje vzhodnega pokopališča G 7000, vendar je verjetno iz obdobja faraona Mikerina (Junker) ali še starejše (Reisner). Na pokopališču je več kamnitih mastab, ki datirajo vse do pozne Šeste dinastije. Iz Mikerinovega obdobja so mastabe kraljevega komornika Haemneferta, faraonovega sina Kufudžedefa, ki je bil »gospodar kraljeve velikodušnosti«, in uradnika Niankraja.
Osrednje polje je vzhodno od Kefrenove pešpoti in sega do piramidnega mesta kraljice Hentkaus I. Grobovi so datirani od konca Četrte dinastije do Pete dinastije, morda tudi kasneje. Na polju je pokopanih več članov kraljeve družine: kraljice Persenet, Hamerernebti II., Rehetre, Hentkaus I. in Bunefer ter več kraljevih sinov. Blizu pešpoti so našli tudi grobnice iz saiškega obdobja (Šestindvajseta dinastija) in kasnejših obdobij, med njimi grobnico Ahmosovega vojaškega poveljnika in njegove matere, kraljice Nahtubasterau, žene faraona Ahmosa II. (6. stoletje pr. n. št.).
Na polju so tudi večji kamnolomi, kjer so lomili kamen za gradnjo prvih dveh piramid.
| Števikla groba       | Lastnik         | Komentar                                                                             |
| -------------------- | --------------- | ------------------------------------------------------------------------------------ |
| G 8172 (LG 86)       | Nebemahet       | Kefrenov sin, vezir.                                                                 |
| G 8158 (LG 87)       | Nikaure         | Sin Kefrena in Persenet, vezir.                                                      |
| G 8156 (LG 88)       | Persenet        | Kefrenova žena.                                                                      |
| G 8154 (LG 89)       | Sehemkare       | Sin Kefrena in Hekenuhedžet.                                                         |
| G 8140               | Niuserre        | Kefrenov sin, vezir v Peti dinastiji.                                                |
| G 8130               | Nianhre         | Vladarjev sin, verjetno Peta dinastija.                                              |
| G 8080 (LG 92)       | Iunmin          | Vladarjev sin, konec Četrte dinastije.                                               |
| G 8260               | Babaef          | Kefrenov sin, konec Četrte dinastije.                                                |
| G 8466               | Iunre           | Kefrenov sin, konec Četrte dinastije.                                                |
| G 8464               | Hemetre         | Verketno Kefrenova hčerka, konec Četrte ali Peta dinastija.                          |
| G 8460               | Anhmare         | Vladarjev sin in vezir, konec Četrte dinastije.                                      |
| G 8530               | Rehetre         | Vladarjeva (verjetno Kefrenova) hčerka in kraljica, konec Četrte ali Peta dinastija. |
| G 8408 (ali Galarza) | Bunefer         | Vladarjeva hčerka in kraljica, konec Četrte ali Peta dinastija.                      |
| G 8978               | Hamerernebti I. | Vladarjeva hčerka in kraljica, sredina do konec Četrte dinastije.                    |

V bližin tlakovane poti med Kefrenovo piramido in Veliko sfingo so odkrili grobnice iz saiškega in kasnejših obdobij. Med njimi je grobnica poveljnika vojske Ahmesa in njegove matere, kraljice Nahtubasterau, žene faraona Ahmoza II.
Južno poljeː Na polju se nahajajo mastabe iz časa Druge in Tretje dinastije, grobnice iz poznega Starega kraljestva (Peta in Šesta dinastija) ter grobnice iz obdobje Saite.

### Grobnice graditeljev piramid
V letih 1990 in zatem 2009 so ob piramidah odkrili grobnice, ki pripadajo delavcem. Čeprav niso bili mumificirani, so jih pokopali v grobnice iz blatnih opek, darovali pa so jim tudi pivo in kruh, ki jih bo podpiral v onostranstvu. Bližina piramid in način pokopa nakazuje, da so bili to plačani delavci, ki so bili na svoje delo ponosni, in ne sužnji, kot je bilo poprej mišljeno. Sliko sužnjev, ki gradijo piramide, je verjetno popularizirala Hollywoodska filmska industrija, kar je slonelo na dotedanjem mnenju, da piramid brez uporabe prisilnega dela niso mogli zgraditi tako učinkovito. Dokazi iz teh grobnic pričajo, da je piramido okoli 30 let gradilo 10.000 ljudi. Večina delavcev je prihajala iz revnih družin. Kmetije so delavce dnevno oskrbele z 21 glavami goveda in s 23 ovcami. Faraon je na položajih arhitektov, zidarjev, obdelovalcev kovine in tesarjev stalno zaposloval strokovnjake s potrebnimi veščinami.

## Novo kraljestvo in pozno obdobje
V času Novega egipčanskega kraljestva je bilo območje še vedno aktivno. Blizu sfinge je bila v času 18. dinastije (verjetno v času kralja Tutmoza I.) zgrajena opečnata kapela. Amenhotep II. iz iste dinastije je v bližini sfinge zgradil tempelj posvečen Hauron-Haremahetu. Njegov naslednik Tutmoz IV. je kot princ obiskal piramide in sfinge. V sanjah mu je bilo naročeno, da mu bo podeljeno kraljevanje, če odstrani pesek s sfinge. Ta dogodek je zabeležen na Steli sanj. Med zgodnjimi leti vladanja je Tutmoz IV. skupaj z ženo Nefertari v Gizi postavil več stel. Faraon Tutankamon iz iste dinastije je postavil zgradbo, ki se ji danes reče kraljevo počivališče. V času Devetnajste dinastije je faraon Seti I. dozidal tempelj Hauron-Haremahetu, njegov sin Ramzes II. pa je postavil stelo v kapeli pred sfingo in si prilastil Tutankamonovo počivališče.
V času Enaindvajsete dinastije so rekonstruirali tempelj boginje Izide, gospodarice piramid. Med Šestindvajseto dinastijo je bila postavljena stela, ki omenlja faraona Keopsa in njegovo kraljico Henutsen.

## Gradnja piramid

### Prve piramide
Umrle faraone so prvotno pokopavali v mastabe (staroegipčanske grobnice, izdolbene v kamnino in na vrhu zaščitene s težko, ravno streho). Piramide so gradili na svetih skalah, imenovanih benben. Benbeni so simbolizirali sončne žarke, po katerih naj bi umrli faraon dosegel nebo (nebesa).
Prva znana staroegipčanska piramida je Džoserjeva piramida iz časa Tretje dinastije. Gradili so jo približno med leti 2667 in 2648 pr. n. št. Za Džoserja velja, da je vladal 19 let, če se je živina štela vsako leto, ali 38 let, če je bilo štetje vsako drugo leto. Njegovo piramido je zgradil vezir Imhotep. Visoka je bila 62 metrov in je imela šest nadstropij. Zgrajena je bila na območju današnje Sakkare. Gre za kopičenje šestih mastab v nadstopjih, ki daje videz stopničaste oblike (stopničasta ali proto-piramida). Velikansko stopnišče naj bi vodilo umrlega faraona v nebesa. Imhotepov dosežek je bil tako pomemben, da so ga častili in oboževali še mnogi kasnejši Egipčani.
Faraon Sneferu, prvi vladar Četrte dinastije (Staro kraljestvo, vladal okoli 2600 pr. n. št.) in Keopsov predhodnik je dal v Meidumu in Dahšurju zgraditi kar tri piramide:
- Meidumska piramida je nepravilna piramida, visoka 92 metrov. Pomeni pomemben razvoj v ideologiji in tehnologiji glede kraljevega groba. Oblika več ni stopničasta, ampak so sedemstopenjsko osnovo obdali z gladko apnenčasto fasado, ki daje obliko prave piramide, ploščadi stopnic pa niso bile vodoravne, ampak poševne. Zaradi teh napak se je piramida porušila morda že med gradnjo.[63] Za razliko od prejšnjih grobnic se ta nahaja v telesu kolosalne zgradbe in ne več pod njo.
- Zlomljena piramida je bila že podobna klasični piramidi, a se njen naklon na polovici višine zmanjša iz 54° na 43°,[64] verjetno zaradi nestabilnosti, ki so zagrozile med gradnjo te ali Meidumske piramide.[65][66] Za stabilizacijo strukture so vrhnje sloje polagali vodoravno, kar je ponovno odmik od stopničaste piramide.[67] Visoka je bila 105 metrov, zelo gladka fasada pa se je do danes ohranila zaradi večjih razmikov med krovnimi kamni, kar omogoča temperaturno krčenje in širjenje materiala.
- Rdeča piramida v bližini Zlomljene je bila od začetka grajena pod kotom 43°, kar dokazuje, da je bil vrh le-te verjetno položnejši zaradi težav pri gradnji, in ne zaradi faraonove smrti, zaradi česar bi z gradnjo pohiteli. Od predhodnic je na videz enostavnejša in brez nekaterih značilnosti, zato nekateri ugibajo, da so v notranjosti še neodkrite sobane.

- Mastaba
- Džoserjeva piramida
- Meidumska piramida
- Zlomljena piramida
- Rdeča piramida

### Giza
Dolgo časa je prevladoval stereotip, da so piramide gradili sužnji in vojni ujetniki. Piramide so gradili delavci, ki so bili neposredno in stalno zaposleni pri faraonu. To so bili arhitekti, kamnoseki, gradbeniki in drugi kvalificirani delavci z različnih področij, ki so bili potrebni pri tako velikem gradbenem projektu, verjetno pa tudi kmetje. Njihovo delo so usklajevali faraonovi nadzorniki. Gradnja piramide je bilo visoko spoštovano delo in delavci so bili predani svojemu delodajalcu – faraonu. Živeli so v stalnih naseljih v bližini gradbišča. V pomoč so jim bili tudi nekvalificirani delavci za določen čas, ki so delali določeno časovno obdobje – običajno nekaj let. Med graditelji niso bili samo moški, temveč tudi ženske, kar so ugotovili arheologi po analizi najdenih okostij, ki je pokazala, da so ženske opravljale tudi težaška dela v dolgem časovnem obdobju. Takšen podvig je bil mogoč samo v času blaginje in stabilnosti, ko je bila avtoriteta graditelja spoštovana.
Večina teorij o izgradnji pravi, da so piramide gradili s premikanjem velikih kamnov iz kamnoloma, potem pa vlečenjem in dviganjem teh kamnov na mesto. Nestrinjanja so predvsem okoli zmogljivosti metod premikanja in postavljanja. Tudi same tehnike so se morda razvijale še med gradnjo. Po pazljivem izboru kraja so piramide verjetno gradili plast za plastjo.
Za Veliko piramido so večino kamnov v notranjosti verjetno izsekali v okolici (južno od gradbišča), gladko zunanjost pa so naredili iz kvalitetnega apnenca z druge strani Nila. Te bloke so morali skrbno izrezati, prepeljati čez reko iz izvleči po klančinah do vrha gradbišča. V srednjem veku – med 5. in 15. stoletjem so te zunanje bloke verjetno uporabljali za izgradnjo Kaira.
Za zagotavljanje simetričnosti so morali vse zunanje bloke izenačiti po višini in dolžini. Delavci so morda označili vse bloke, da bi nakazali kot piramidnega zidu, potem pa jih klesali tako, da so se primerno stikali. Med gradnjo je bila zunanjost piramid iz gladkega apnenca, presežni kamen pa je skozi čas erodiral.

### Namen
Piramide v Gizi so verjetno gradili kot grobnice za umrle faraone, ki so vladali starodavnem Egiptu. Del faraonovega duha naj bi po smrti ostal v telesu kot ka. Primerna skrb za ostanke je bila potrebna, saj je le tako lahko »bivši faraon opravljal nove dolžnosti kot kralj mrtvih«. Predmeti, ki so jih puščali v grobnicah, naj bi služili faraonu pri življenju v onostranstvu. »Starodavni Egipčani so verjeli, da je zemeljska smrt začetek poti na naslednji svet. Kraljevo balzamirano telo, pokopano pod ali v piramidi, naj bi bilo zavarovano v času te preobrazbe in povzpetja v posmrtno življenje.«

### Druge teorije
Glede nastanka in zgodovine piramid in sfinge je mnogo neznanega, zato obstaja veliko teorij, ki jih težko potrdimo ali ovržemoː
- Starost Velike sfinge je zavita v skrivnost. Domnevali so, da je bila sfinga izklesana že v 6. ali 5. tisočletju pr. n. št., saj je na površini prekrita z žlebovi, ki jih na apnencu navadno povzroči obilno deževje, ki ni bilo značilno za čas gradnje nekropole v Gizi.[69] Faraon Kefren naj bi dal v času piramide izklesati le svoj obraz.
- Poljudni avtorji trdijo,[70] da tri največje piramide po položaju korelirajo s tremi zvezdami v pasu ozvezdja Orion, kot so ga te zasedale v paleolitiku. Trdijo tudi, da geografsko razmerje med sfingo, piramidami in Nilom sovpada z ozvezdjima Leva, Oriona in Rimsko cesto. Včasih to teorijo označujejo za psevdoarheologijo, zato med strokovnjaki držijo različne stopnje sprejetja.[71][72][73]
- Veliki sfingi manjka nos, ki naj bi ga domnevno poškodovali Napoleonovi vojaki v 18. stoletju, ko so vadili streljanje s topom. Ta podatek ni resničen, saj zgodovinski viri poročajo, da je bila Velika sfinga brez nosu že v 15. stoletju.
- Velika sfinga bi bila lahko prvotno kip Anubisa (šakal-pes), boga nekropole, čigar obraz so v Srednjem kraljestvu preoblikovali po podobi faraona Amenemheta II. Ta teorija temelji na obliki očesnih ličil in slogu naborkov na pokrivalu.[74]
- Skozi leta so mnogi avtorji komentirali »negridne« karakteristike sfinginega obraza.[75] Ta težava je del širšega spora o rasi starih Egipčanov.[76] Treba je poudariti, da je bil obraz skozi tisočletja poškodovan. Egipčanska populacija v dinastičnem obdobju je bila domorodna v dolini Nila, izhajala pa je s severne in južne strani Sahare, kjer se je barva kože razlikovala.[77] Od sredine 20. stoletja antropologi zavračajo, da ima rasa pri študiju človeške biologije kakršnokoli dokazno vrednost.[78][79]